# ميخائيل راش
ميخائيل راش (بالإنجليزية: Michael Rush)‏ هو مجدف أسترالي، ولد في 3 يناير 1844 في Dooish ‏ في المملكة المتحدة، وتوفي في 17 ديسمبر 1922 في Hurstville, New South Wales ‏ في أستراليا.